# هاينريش برغر
هاينريش برغر (بالألمانية: Heinrich Bürger)‏ (و. 1806 – 1858 م) هو فيزيائي، وأحيائي، وعالم نبات من ألمانيا . ولد في هاملن .
توفي في جاوة ، عن عمر يناهز 52 عاماً.

## التعليم
تعلم في جامعة غوتنغن